# Tympanoctomys loschalchalerosorum
Віскачевий щур чалчалеро  (Salinoctomys loschalchalerosorum) — вид гризунів родини Віскашеві, єдиний представник роду Salinoctomys. Етимологія: Salin, від Salinas Grandes, — соляна пустеля в провінції Ла-Ріоха; лат. octo — вісім.

## Поширення
Цей вид відомий тільки по двох зразках, з провінції Ла-Ріоха, Аргентина (581 м над рівнем моря). Живе серед чагарників, що ростуть на піщаному субстраті.

## Зовнішня морфологія
Загальна довжина 255 і 275 мм, голова і тіло 156 і 144 мм, хвіст 119 і 111 мм, довжина задніх лап 30 і 20 мм, вух 17 і 16 мм. Хвіст довгий (76—77% довжини голови й тіла), з яскраво вираженим подовженням волосся (20—25 мм) до краю хвоста, хутро м'яке, передні й задні ноги вкриті від білуватого до блідо коричневого волоссям; підошва задніх ніг гола з шістьма добре розвиненими підошовними подушечками; задні ноги з бахромою волосся по центру й по боках ніг (добре розвинена); жорстка щетина знаходиться вище кігтів пальців задніх ніг. Загалом забарвлення спини між тьмяно-коричневим і коричневим. Волосся спини (близько 20 мм у довжину) нейтрально-сіре біля основи (10 мм), потім деревно-коричневе з темним кінчиком (близько 1 мм). Хвіст двоколірний (на 1/3 — 1/2): від деревно-коричневого до чорного зверху й білуватий знизу.